# Alyaksey Vasilewski
Alyaksey Vasilewski (tiếng Belarus: Аляксей Васiлеўскi; tiếng Nga: Алексей Василевский; sinh 2 tháng 6 năm 1993) là một cầu thủ bóng đá Belarus. Tính đến năm 2017, anh thi đấu cho Krumkachy Minsk.